# Chicken Shit Bingo
Chicken Shit Bingo ist ein Jazzalbum von Peter Brötzmann und Paal Nilssen-Love. Die am 25. und 26. August 2015 im Zuiderpershuis in Antwerpen entstandenen Aufnahmen erschienen am 26. Januar 2024 auf Trost Records.

## Hintergrund
Brötzmann und Nilssen-Love spielten zusammen in Gruppen wie Brötzmanns Chicago Tentet, und in Trio- und Quartettbesetzungen. Es sind jedoch die Tourneen und Aufnahmen des Duos wie Sweet Sweat (Smalltown Superjazzz, 2008), Woodcuts (Smalltown Superjazzz, 2010) und die Veröffentlichungen auf Brötzmanns BRÖ-Label A Fish Stinks from the Head (2013) und Levontin 7 (2017), die dieses Duo als herausragende Stimme im Free Jazz etablierten, notierte Mark Corroto.
Die Veröffentlichung von Peter Brötzmann mit seinem langjährigen Duopartner Paal Nilssen-Love erschien posthum und besteht aus einer Studiosession, die die beiden Musiker nie ganz zu Ende bringen konnten, notierte Daniel Hignell.
Der von Brötzmann gefertigte Holzschnitt auf dem Frontcover fand Verwendung bei der Tournee des Duos im Jahr 2013. Der Albumtitel, deutsch „Hühnerdreck-Bingo“, ist an ein amerikanisches Glückspiel angelehnt, ähnlich dem Kuhfladen-Bingo.

## Titelliste
- Peter Brötzmann / Paal Nilssen-Love: Chicken Shit Bingo (Trost Records TR246)[3]

1. Butterfly Mushroom 6:34
2. Ant Eater Hornback Lizard 5:09
3. Smuddy Water 6:52
4. South of No Return 5:08
5. Dancing Octopus 3:16
6. Move on over 1:19
7. Five of them Survived the Dream 7:00
8. Found the Cabin but no People 5:14

Die Kompositionen stammen von Peter Brötzmann und Paal Nilssen-Love.

## Rezeption

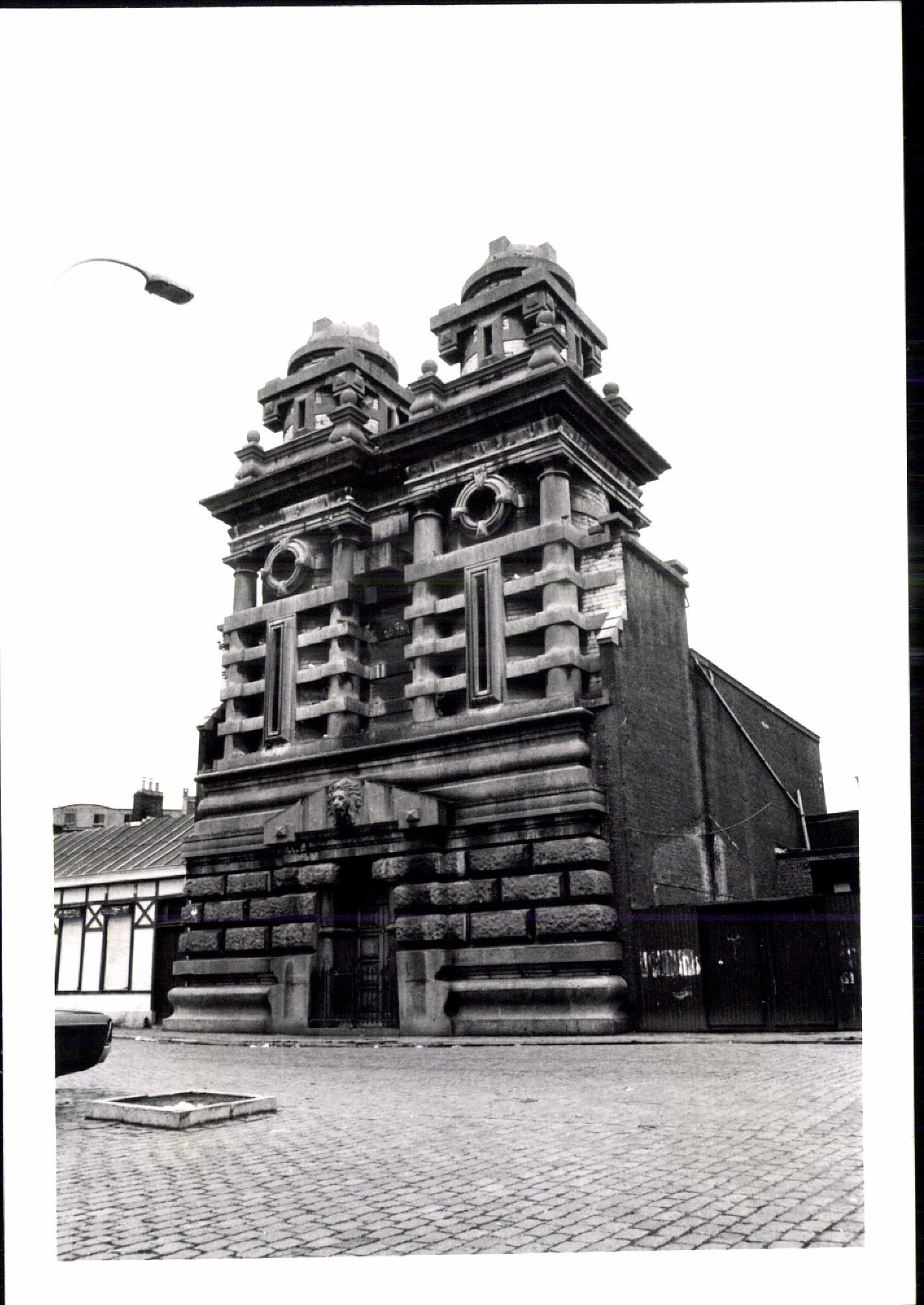
Das ehemalige Wasserpumpwerk Zuiderpershuis, Ort der Aufnahmen

Die Musiker hatten hier die Zeit und Gelegenheit, in ihrem gewählten Tempo aufzunehmen, schrieb Mark Corroto in All About Jazz. Mit der Wahl der Kontraaltklarinette, einem neuen Instrument in seinem Arsenal, habe sich Brötzmann hier für tief resonante Blasinstrumente (wie auch für das Basssaxophon, Tarogato und Bassklarinette) entschieden. Nilssen-Love wiederum habe mit der Einbindung koreanischer Gongs ebenfalls neue Klänge in die Aufnahme eingebracht.
Der Unterschied sei schon in dem Anfangsstück spürbar, mit gemächlichen Tönen, die über den Klang angeschlagener Gongs und Metall geblasen werden, so Corroto. Den erwarteten Ansturm des Energy-Jazz gebe es hier größtenteils nicht. Nilssen-Love arbeite durchgehend mit einem bewussten Puls. Sein Rasseln und Klappern werde durch hallendes Dröhnen und kleine Gesten ersetzt. Das Duo schien sich darauf geeinigt zu haben, eine meditative und feierliche Sitzung zu veranstalten. Könnte es an der Wahl ihrer Instrumente liegen? Oder vielleicht war es die Umgebung eines Studios, die die Stimmung erzeugte.
Man hatte immer das Gefühl, dass Nilssen-Love bei Brötzmann eine etwas sanftere Seite zum Vorschein zu bringen schien, ihre Zusammenarbeit habe sich durch eine melodischere [Form von] Lärm und einen klareren Fokus auf Raum und Stille ausgezeichnet, schrieb Daniel Hignell in The Quietus. Hier scheint das Duo seinen Ansatz zu verdoppeln und einige der äußerlich angenehmsten und besinnlichsten Musikstücke ihrer Karriere zu erschaffen. Es sei eine gewisse Freude zu beobachten, wie diese beiden Darsteller interagieren, wie ihre Rollen verschmelzen und auseinanderfallen, ohne dass eine klare Vorstellung davon entsteht, wer wem folgen könnte.
Weiterhin sei es eine Freude, zu beobachten, wie die beiden interagieren, wie ihre Rollen verschmelzen und auseinanderfallen, ohne dass eine klare Vorstellung davon entstehe, wer wem folgen könnte, so Hignell weiter. Das Schlagzeug werde selten in eine Nebenrolle verbannt und oszilliere zwischen Kontrapunkt und Textur. Nilssen-Love legte offenbar mehr Wert auf die Klang-Eigenschaft seiner verschiedenen Instrumente als auf die Verstärkung von Rhythmus oder Melodie. Chicken Shit Bingo sei eine nahezu perfekte Verkörperung von Brötzmanns Macht. So würde das Album die Aggression sowohl mit Schönheit als auch mit Spannung umrahmen, „als ob wir selbst in den schönsten Momenten nur noch um Haaresbreite von der Katastrophe entfernt sind.“ Damit erreiche das Album „den heiligen Gral posthumer Veröffentlichungen“ – ein bedeutungsvoller Beitrag, der ein bereits beeindruckendes Gesamtwerk ergänze und erweitere.